# Olinto Barsanti
Olinto Barsanti (Cascina, 12 ottobre 1836 – Firenze, 6 maggio 1905) è stato un avvocato e politico italiano di ispirazione liberale. Fu senatore del Regno d'Italia nella XVII legislatura.

## Biografia
Fu nipote del famoso abate inventore Eugenio Barsanti. Il padre Giovanni, essendo privo di ogni mezzo di fortuna, aveva ottenuto la concessione di un botteghino del lotto.
Nel 1850 si recò a Pisa a studiare presso il Seminario Arcivescovile pisano, e successivamente si trasferì a Siena dove nel 1857 si laureò in Giurisprudenza. Iniziò la pratica dell'avvocatura nello studio fiorentino del giurista Giuseppe Panattoni ed in pochi anni divenne uno tra gli avvocati più stimati della città. Fu iscritto nell'albo degli avvocati il 15 luglio 1861.
Massone, fu iniziato nel gennaio del 1865 nella loggia Concordia di Firenze.
Scrisse di lui il giornale "La Nazione", in occasione della sua morte: "Qualche biografo parlamentare, troppo frettoloso e male informato, affermò che il Barsanti nacque nel 1830 e che poté combattere a Curtatone; mentre, essendo nato solo undici anni e mezzo prima della eroica giornata, non vi avrebbe certo potuto prenderne alcuna parte."
Fu uno degli azionisti della Società per l'Industria del Ferro, e nel settembre del 1872 venne nominato provvisoriamente Presidente del primo Consiglio di Amministrazione della stessa.
Nell'agosto del 1880 partecipò alla fondazione della Società delle Ferriere Italiane, divenendone socio. Barsanti era anche proprietario di una piccola miniera lignitifera ad Allori.
Fu Consigliere del comune di Firenze ed entrò in carica come senatore del Regno d'Italia il 20 novembre del 1891. Il suo reddito, pari a 13 500 lire annue, si collocava al secondo posto tra i più onerosi di tutta la città di Firenze. Fu inoltre presidente della Congregazione di carità della stessa città.
Tra le sue amicizie più importanti annovera quella di Vilfredo Pareto, conosciuto all'epoca in cui quest'ultimo divenne presidente della Società delle Ferriere Italiane (1880).
Fu sposato con Eleonora Torsellini Giorgini, discendente della nobile famiglia fiorentina Rosselli Del Turco e da lei ebbe un figlio di nome Arturo, nato nel 1870.
La sua casa natale è situata sulla attuale via Tosco-Romagnola, all'altezza di Sant'Anna di Cascina (Pisa): a ricordo della nascita ancora oggi si può ammirare un'epigrafe sulla facciata dell'abitazione.

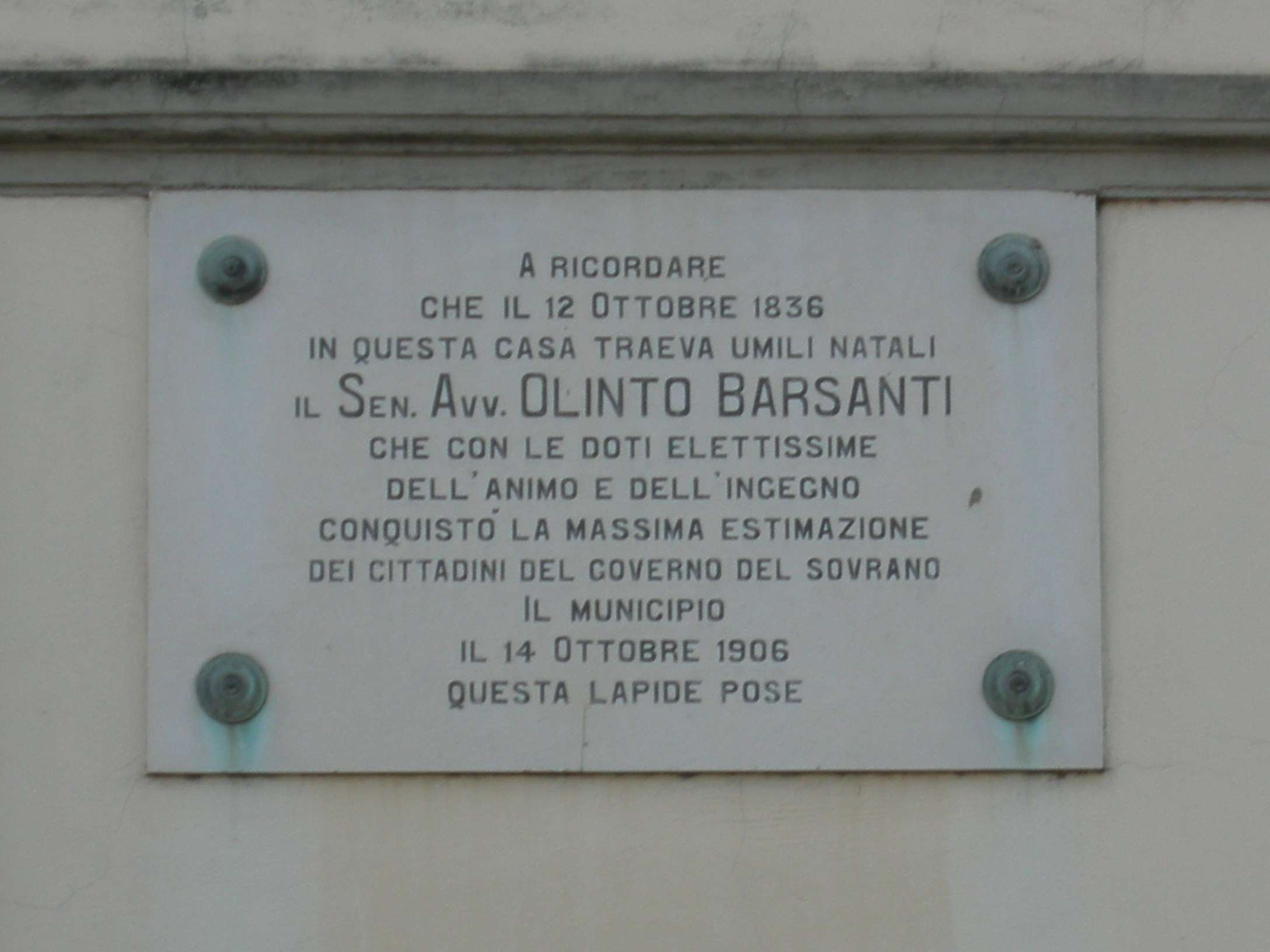
Lapide posta sulla casa natale presso Sant'Anna di Cascina